# Mary Beth Hurt
Mary Beth Hurt, ursprungligen Supringer, född 25 september 1946 i Marshalltown, Iowa, är en amerikansk skådespelare, både på scen och i filmer.
Mary Beth Hurt är gift sedan 1983 med manusförfattaren och regissören Paul Schrader. Hon var tidigare gift med skådespelaren William Hurt, 1971 till 1982.

## Filmografi i urval
- 1978 – Interiors
- 1982 – Garp och hans värld
- 1993 – Oskuldens tid
- 1993 – Ett oväntat besök
- 1997 – Ont blod
- 1999 – Bringing Out the Dead
- 2000 – En andra chans
- 2000 – Höst i New York
- 2005 – Besatt
- 2006 – Lady in the Water
- 2006 – The Dead Girl
- 2008 – Utan spår
- 2011 – Young Adult